# Yūtoku Inari-jinja

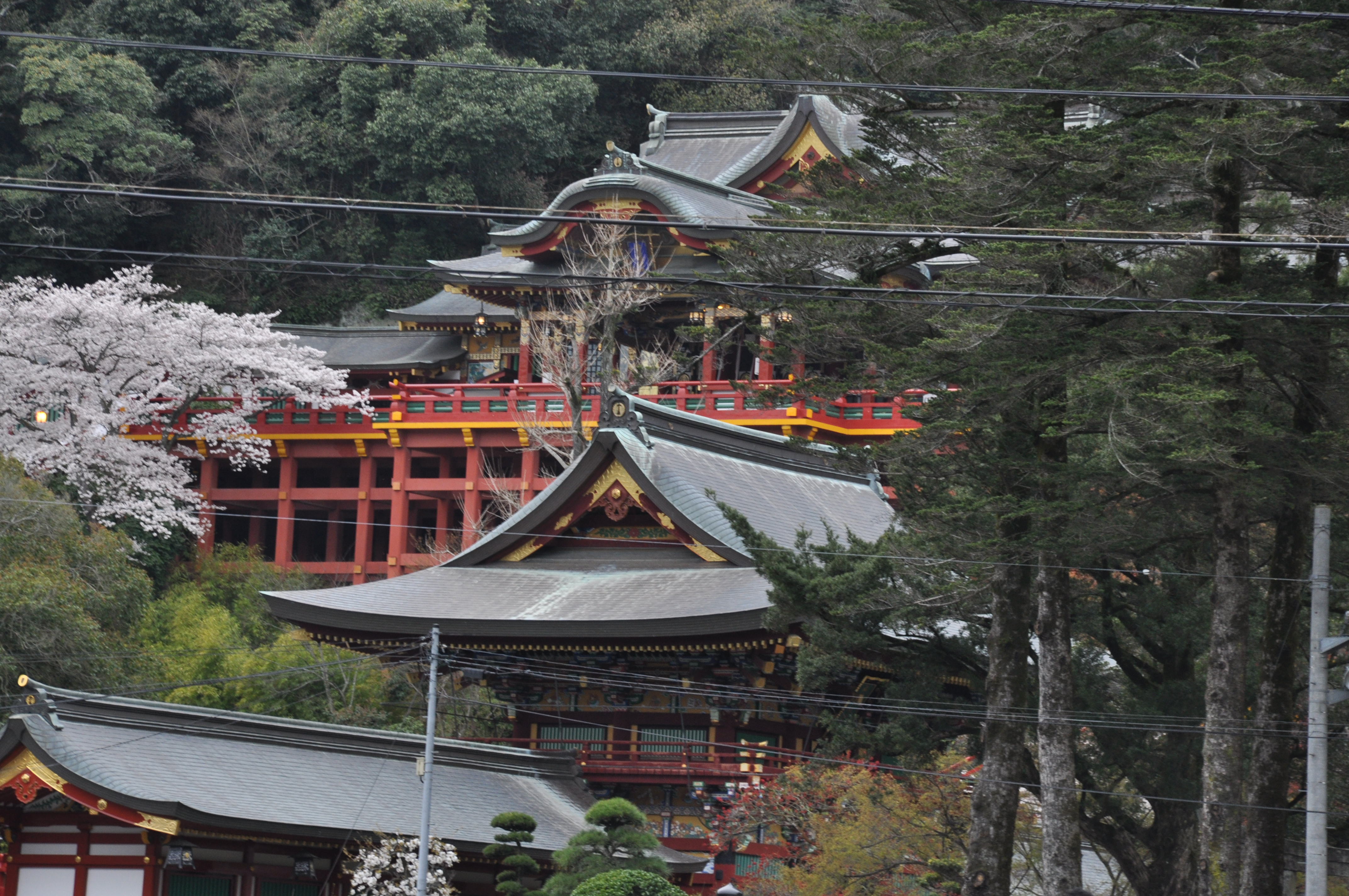
Le Yūtoku Inari-jinja au printemps 2010.

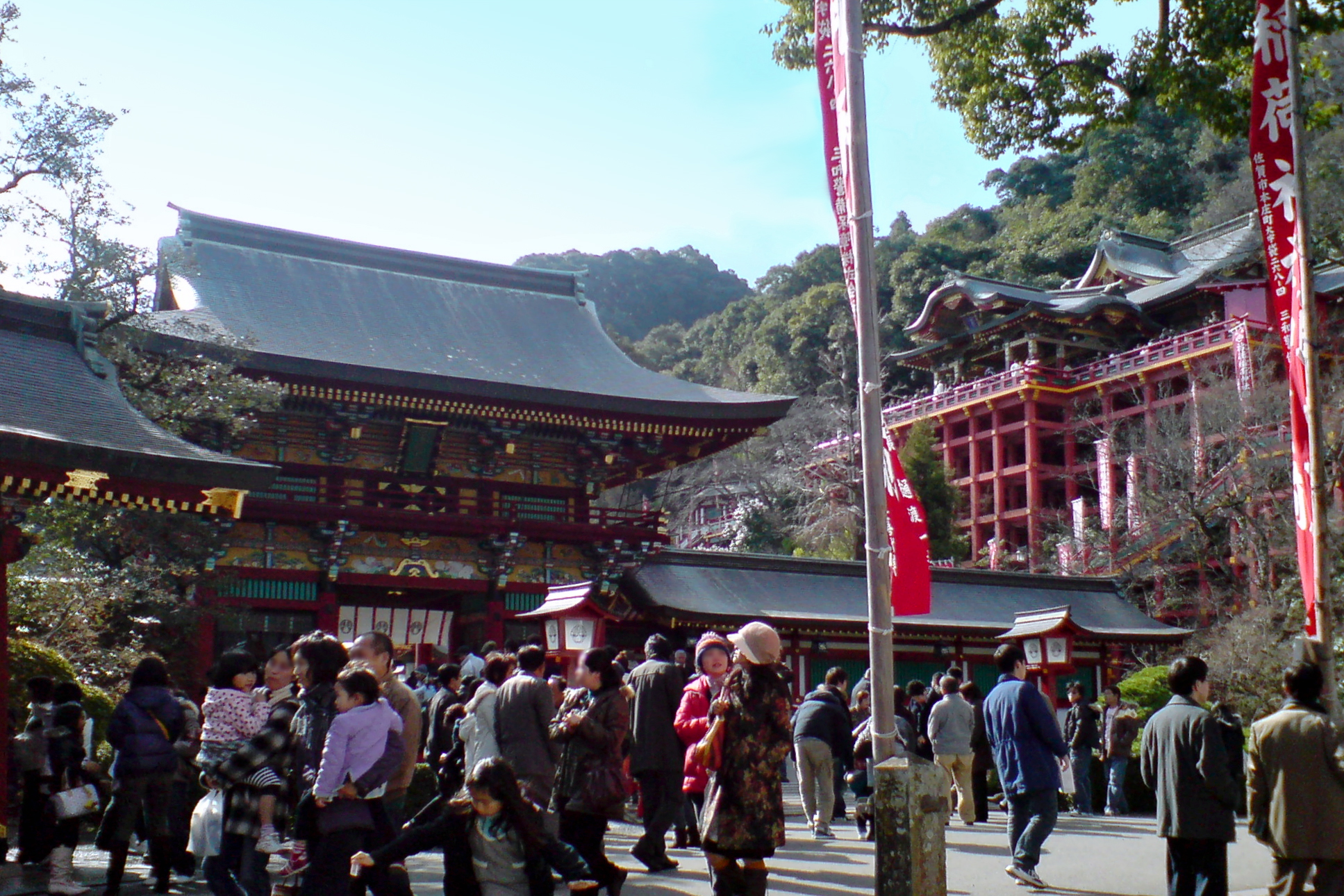
Le Yūtoku Inari-jinja en hiver 2009.

Le Yūtoku Inari-jinja (祐徳稲荷神社) est un sanctuaire shinto situé dans la ville de Kashima, préfecture de Saga. C'est un des plus fameux sanctuaires Inari au Japon.

## Histoire
Consacré à Inari, le kami dont les messagers sont les renards, c'est le troisième plus grand du genre au Japon. Il est construit en 1688 comme sanctuaire familial du clan Nabeshima qui règne sur ce qui allait devenir la zone Saga (appelé Hizen à l'époque) au cours de l'époque d'Edo. Il est construit pour le kami Inari, divinité japonaise des récoltes, par une princesse de Kyoto appelée Manko Hime (萬子媛), épouse de Nabeshima Naotomo. Le clan Nabeshima est chargé de protéger les intérêts d'Edo dans le Kyūshū, en particulier la ville de Nagasaki, l'un des rares ports ouverts aux contacts avec les étrangers pendant la période d'isolement du Japon.
Très populaire pour les célébrations du Nouvel An, le sanctuaire est très fréquenté pendant les deux premières semaines de janvier.

## Autres sanctuaires Inari
Le plus important sanctuaire Inari est le Fushimi Inari-taisha à Fushimi-ku, Kyoto.

## Références

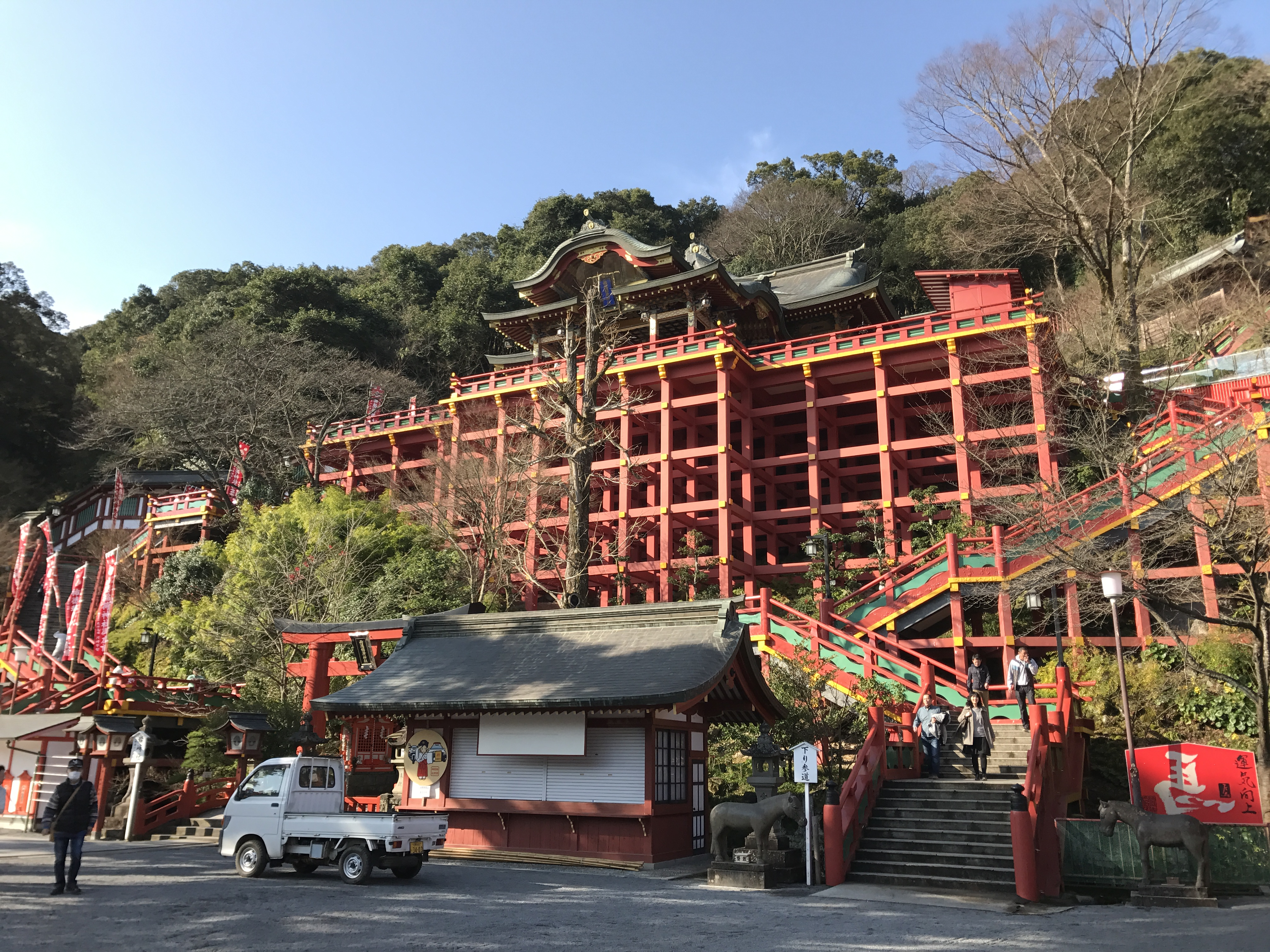
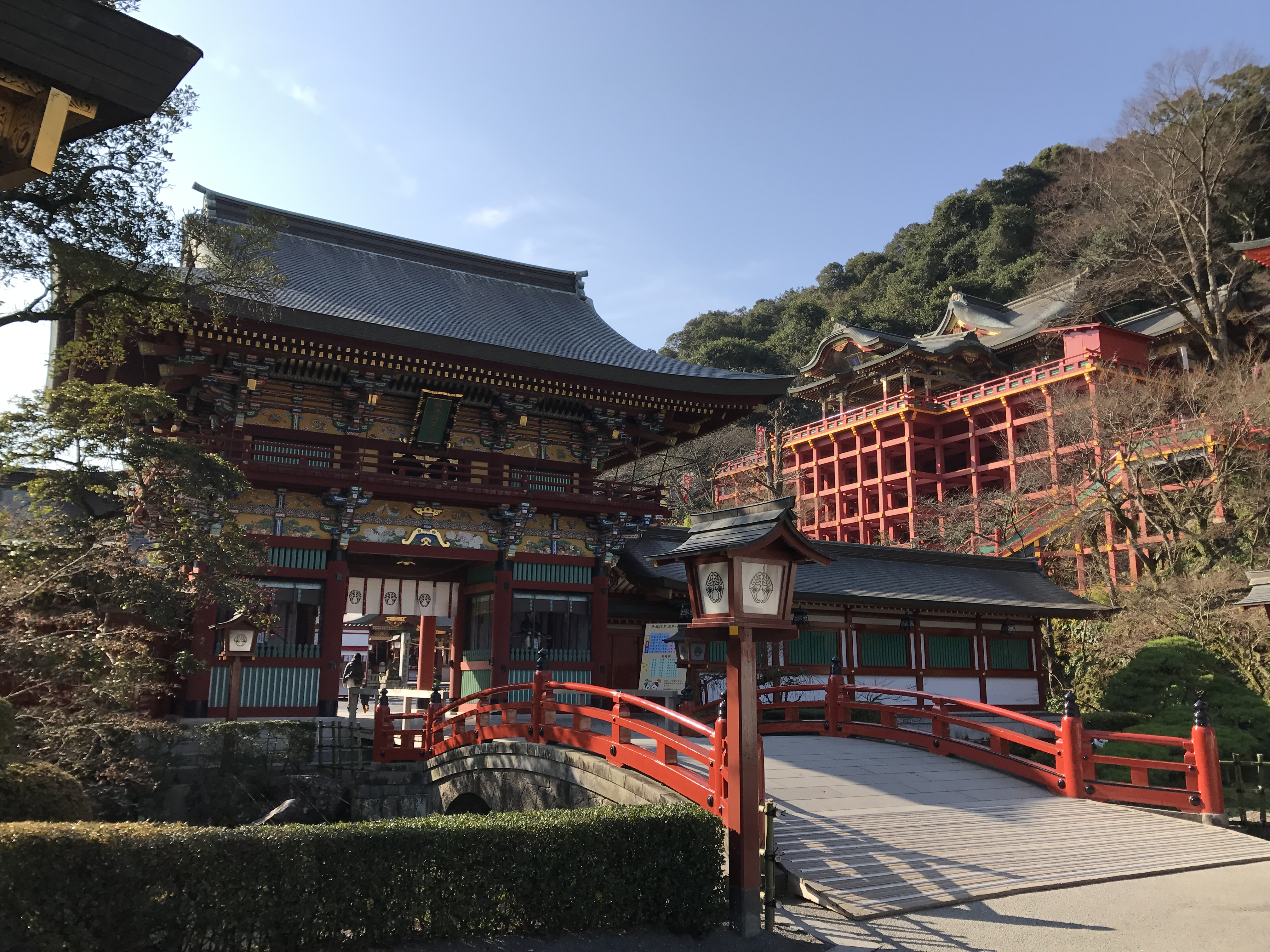
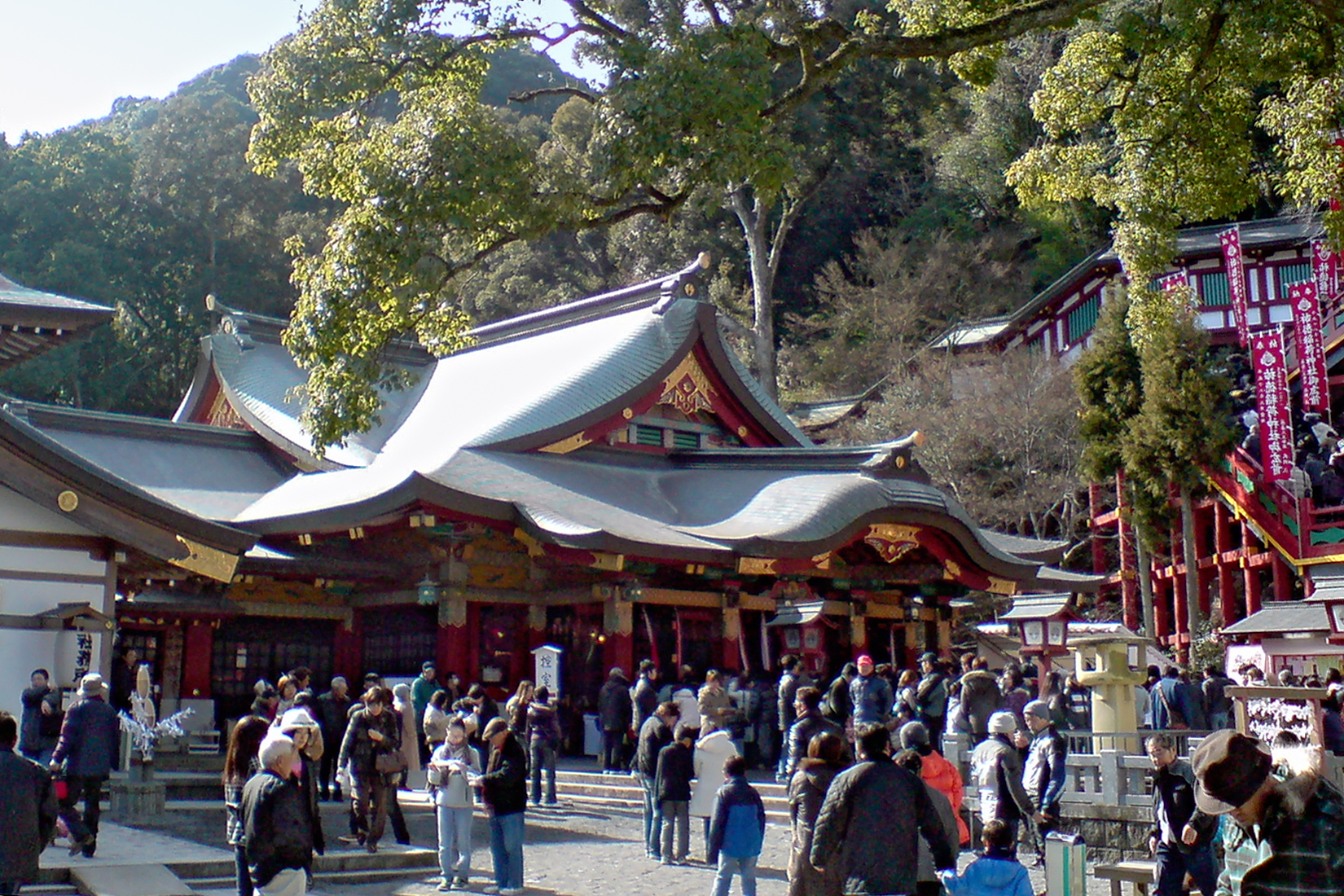
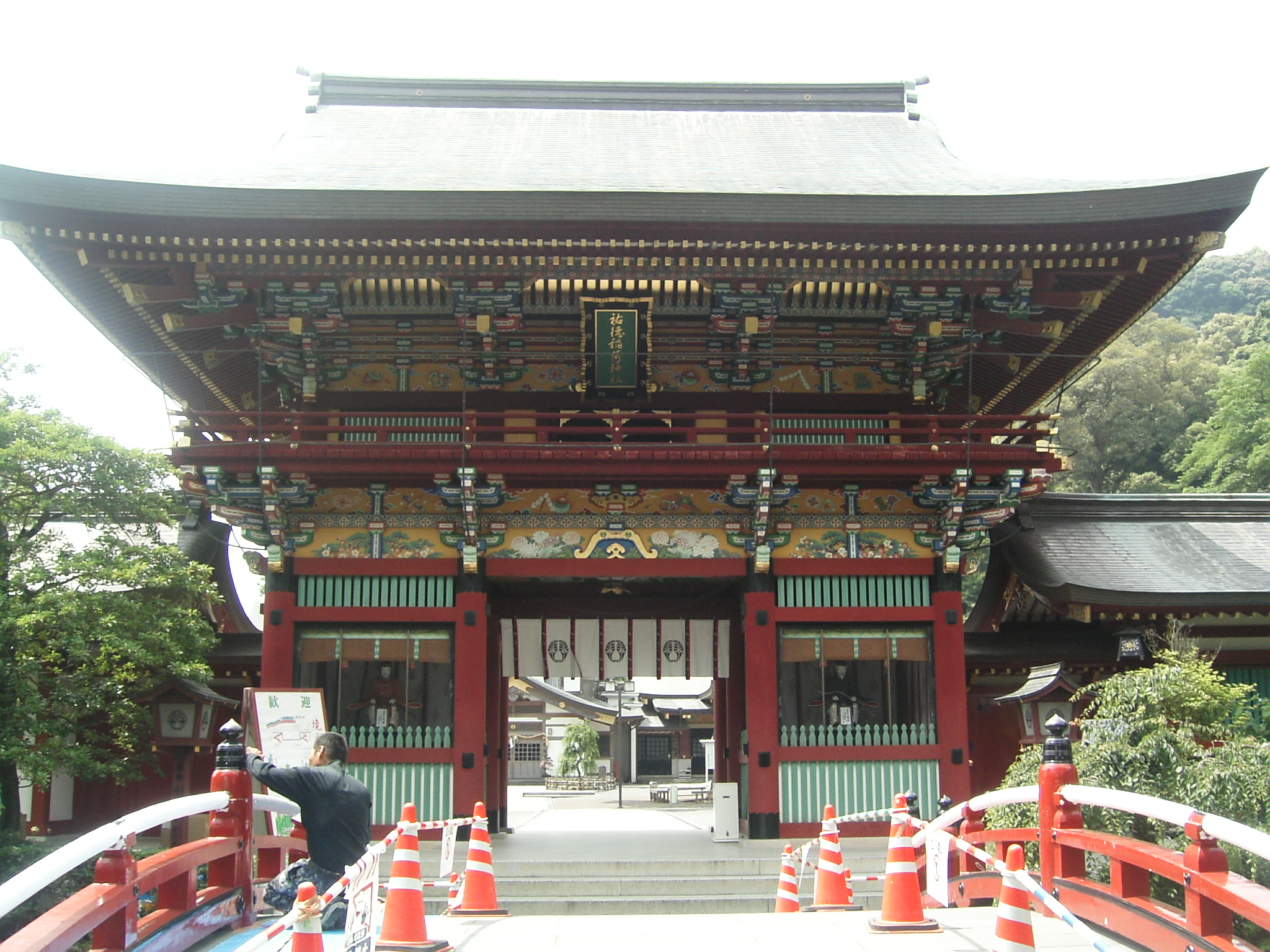
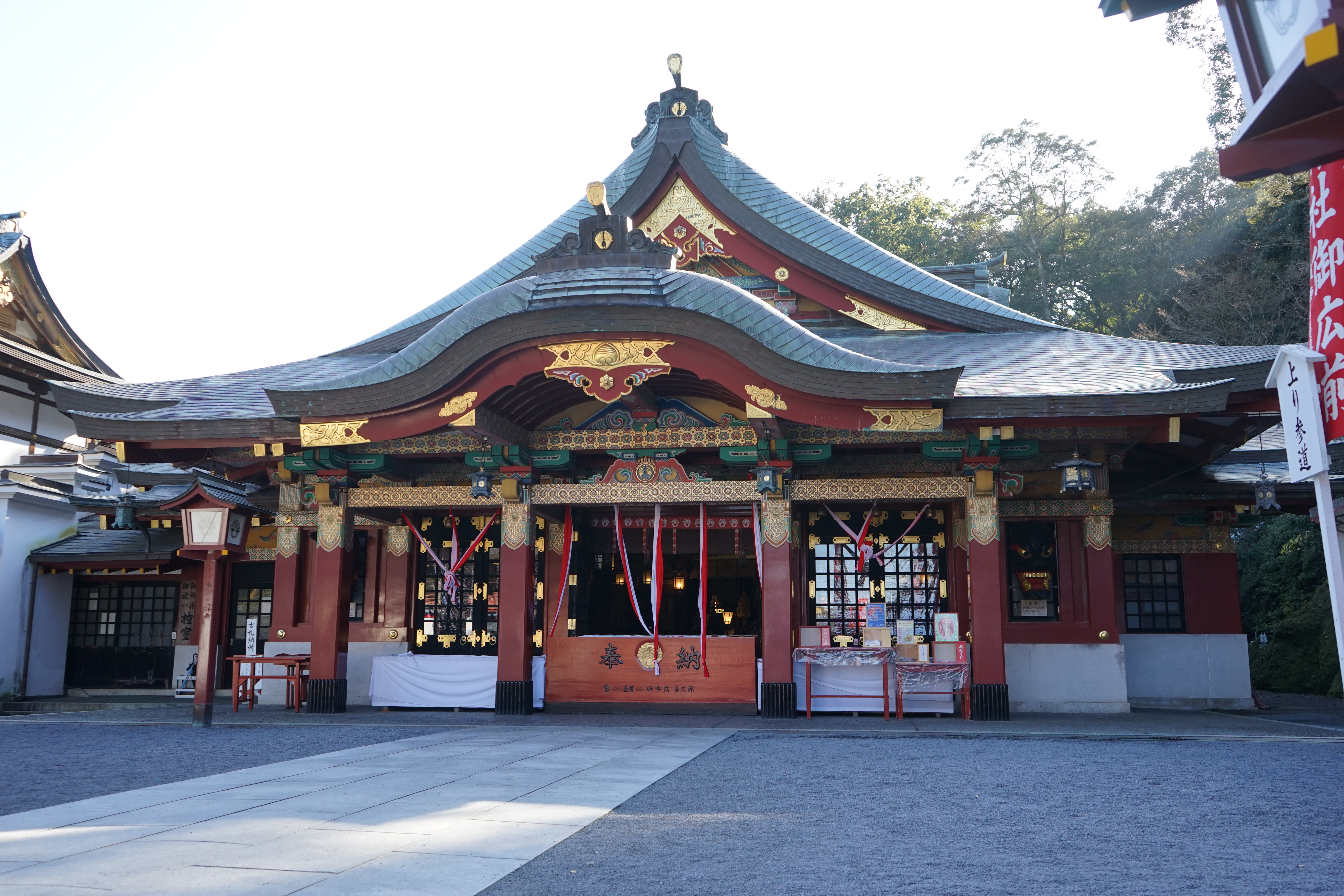
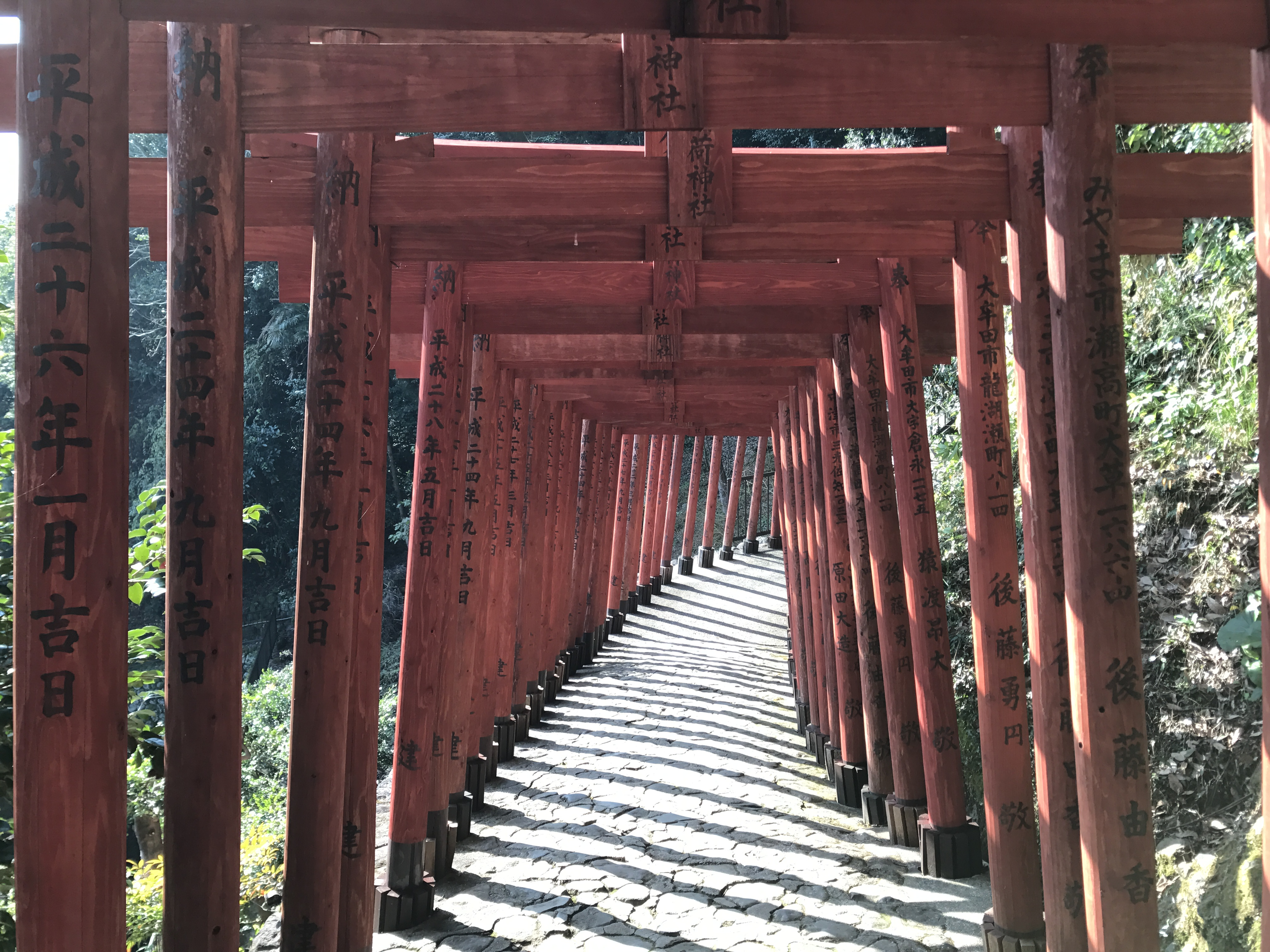